# Programador de tasques
El Programador de tasques (anteriorment Tasques programades) és un planificador de tasques de Microsoft Windows que inicia programes o scripts d'ordinador a hores predefinides o després d'intervals de temps especificats. Microsoft va introduir aquest component al Microsoft Plus! per a Windows 95 com a Agent del sistema. El seu component principal és un servei de Windows epònim. La infraestructura del Programador de tasques de Windows és la base de la funció de tasques programades de Windows PowerShell introduïda amb PowerShell v3.
El Programador de tasques es pot comparar amb cron o anacron en sistemes operatius tipus Unix. Aquest servei no s'ha de confondre amb el planificador, que és un component bàsic del nucli del sistema operatiu que assigna recursos de CPU als processos que ja s'estan executant.

## Versions

### Planificador de tasques 2.0
El Programador de tasques 1.0 s'inclou amb Windows NT 4.0 (amb Internet Explorer 4.0 o posterior), Windows 2000, Windows XP i Windows Server 2003. S'executa com a servei de Windows i les definicions i programacions de tasques s'emmagatzemen en fitxers binaris.job. Les tasques es manipulen directament manipulant els fitxers.job. Cada tasca correspon a una sola acció. A Windows 95 (amb Internet Explorer 4.0 o posterior), Windows 98 i Windows Me, el Programador de tasques s'executa com un programa normal, mstask.exe. També mostra una icona d'estat a l'àrea de notificacions a Windows 95 i Windows 98 i s'executa com un servei ocult a Windows Me, però es pot fer que mostri una icona de safata. Els programes i scripts informàtics poden accedir al servei a través de sis interfícies COM. Microsoft proporciona una DLL d'agent de planificació, un VBScript de mostra i un fitxer de configuració per automatitzar el Programador de tasques.
A més de la interfície gràfica d'usuari per al Programador de tasques al Tauler de control, Windows proporciona dues eines de línia d'ordres per gestionar tasques programades: at.exe (obsolet) i schtasks.exe. Tanmateix, at.exe no pot accedir a les tasques creades o modificades pel Tauler de control o schtasks.exe. A més, les tasques creades amb at.exe no són interactives per defecte; cal sol·licitar la interactivitat explícitament. Els fitxers binaris ".job" que produeix l'ordre AT s'emmagatzemen al directori %WINDIR%\Tasks.

### Planificador de tasques 1.0
El Programador de tasques 2.0 es va introduir amb Windows Vista i també es va incloure al Windows Server 2008. La interfície d'usuari redissenyada del Programador de tasques ara es basa en la Consola d'administració. A més d'executar tasques en hores programades o intervals especificats, el Programador de tasques 2.0 també admet activadors basats en calendari i esdeveniments, com ara iniciar una tasca quan un esdeveniment concret es registra al registre d'esdeveniments o quan s'ha produït una combinació d'esdeveniments. A més, es poden configurar diverses tasques activades pel mateix esdeveniment per executar-se simultàniament o en una seqüència encadenada predeterminada d'una sèrie d'accions, en lloc d'haver de crear diverses tasques programades. Les tasques també es poden configurar per executar-se en funció de l'estat del sistema, com ara estar inactiu durant un període de temps preconfigurat, a l'inici, al tancament de sessió o només durant o durant un temps especificat. Les expressions XPath es poden utilitzar per filtrar esdeveniments del Registre d'esdeveniments de Windows. Les tasques també es poden retardar durant un temps especificat després que s'hagi produït l'esdeveniment desencadenant o repetir-se fins que es produeixi un altre esdeveniment. També es poden configurar les accions que cal dur a terme si una tasca falla. Les accions que es poden dur a terme en resposta a activadors, tant basades en esdeveniments com en el temps, no només inclouen l'inici d'aplicacions, sinó que també realitzen diverses accions personalitzades. El Programador de tasques inclou diverses accions integrades, que abasten diverses aplicacions; com ara enviar un correu electrònic, mostrar un quadre de missatge o activar un controlador COM quan s'activa. També es poden especificar accions personalitzades mitjançant l'API del Programador de tasques. El Programador de tasques manté un registre històric de tots els detalls d'execució de totes les tasques. Windows Vista utilitza el Programador de tasques 2.0 per executar diverses tasques a nivell de sistema; en conseqüència, el servei del Programador de tasques ja no es pot desactivar (excepte amb un simple ajust del registre).

#### Altres característiques
- Noves funcions de seguretat, com ara l'ús del Gestor de credencials per crear contrasenyes per a tasques en ordinadors de grup de treball i l'ús de l'Active Directory per a les credencials de tasques en ordinadors units a un domini, de manera que no es puguin recuperar fàcilment. A més, les tasques programades s'executen a la seva pròpia sessió, en lloc de la mateixa sessió que els serveis del sistema o l'usuari actual.
- Capacitat per despertar una màquina de forma remota o utilitzar el temporitzador de la BIOS des de la suspensió o la hibernació per executar una tasca programada o executar una tasca programada prèviament després que una màquina s'hagi engegat.
- Possibilitat d'adjuntar tasques a esdeveniments directament des del Visor d'esdeveniments.

## Tasques
El servei Planificador de tasques funciona gestionant tasques; Tasca fa referència a l'acció (o accions) realitzades en resposta a un o més activadors. Una tasca es defineix associant un conjunt d'accions, que poden incloure l'inici d'una aplicació o la realització d'alguna acció personalitzada, a un conjunt d'activadors, que poden ser basats en el temps o en esdeveniments. A més, una tasca també pot contenir metadades que defineixen com s'executaran les accions, com ara el context de seguretat en què s'executarà la tasca. Les tasques es serialitzen en fitxers.job i s'emmagatzemen a la carpeta especial titulada Carpeta de tasques, organitzada en subdirectoris. Programàticament, s'accedeix a la carpeta de tasques mitjançant la interfície ITaskFolder o l'objecte de scripting TaskFolder i a les tasques individuals mitjançant la interfície IRegisteredTask o l'objecte RegisteredTask.